# Micropeza nitidor
Micropeza nitidor är en tvåvingeart som beskrevs av Cresson 1938. Micropeza nitidor ingår i släktet Micropeza och familjen skridflugor.
Artens utbredningsområde är Arizona. Inga underarter finns listade i Catalogue of Life.